# 151349 Stanleycooper
151349 Stanleycooper è un asteroide della fascia principale. Scoperto nel 2002, presenta un'orbita caratterizzata da un semiasse maggiore pari a 2,7577533 au e da un'eccentricità di 0,0957740, inclinata di 1,62717° rispetto all'eclittica.